# دوري أبطال الكونكاكاف 2010–11
دوري أبطال كونكاكاف 2010–11 هي البطولة رقم ثلاث تاريخ دوري أبطال كونكاكاف، تبدأ 27 يوليو 2010 وتنتهي في أبريل 2011. المسابقة مثابة تصفيات مؤهلة لكأس العالم لأندية كرة القدم 2011 في اليابان.